# Milice bourgeoise (France)
Pour les articles homonymes, voir Milice provinciale.
 (juin 2025).
Les milices provinciales furent les troupes auxiliaires de la monarchie française. En 1726, elles furent formées en régiments permanents, le service des hommes qui formaient ces régiments avait une durée de six ans, ils étaient engagés par tirage au sort. 
L'ordonnance de 1765 établit l'effectif de ces milices à 105 bataillons de 700 hommes qui s'intitulèrent en 1778 gardes provinciales.

## Effectifs
Chacun des bataillons possédait 8 compagnies dont une de grenadiers royaux et une autre de grenadiers provinciaux.
- La milice urbaine, appelée bourgeoise à partir du XVIe siècle, comprend les troupes formées par les villes qui, à cause de leur fidélité au Roi, obtiennent le droit de s’administrer elles-mêmes. On considère comme ville toutes les localités qui ont eu des remparts au Moyen Âge ou qui constituaient le chef-lieu d’une seigneurie importante. Elles assurent leur propre police et défense. Sous l’autorité des magistrats municipaux, la milice regroupe par quartiers ou par corps de métier tous les habitants en état de porter les armes. Généralement, les gentilshommes locaux comblent les rangs des officiers (avec rang de lieutenants et de colonels). En temps de paix, les hommes sont regroupés en compagnies locales et s’exercent quelques jours par an. En temps de conflit, les compagnies forment des bataillons pour remplacer les régiments réguliers sur le front.
- Dans les régions frontalières, la milice provinciale locale, regroupe par paroisses les hommes qui obéissent alors aux ordres des principaux seigneurs du pays.
- À partir de François Ier, la milice côtière assure la défense des rivages.

## Tirage au sort
Chaque année avait lieu le tirage au sort en présence de l'intendant et des subdélégués. Chaque célibataire était dans l'obligation de remplir ce service et, au cas où ils ne seraient pas assez nombreux, les hommes mariés sans enfants étaient soumis à ce service.
Dans une urne étaient déposés des billets noirs et blancs. Un billet blanc tiré signifiait l'exemption. Les hommes avaient la possibilité d'être exemptés de droit.
En 1789, les milices provinciales comptaient 60 000 hommes.

## Uniforme
L'uniforme porté par les hommes des milices provinciales était de couleur blanche avec revers blancs, parements bleus ; le chapeau était orné d'un bordure argent.

## La solde
Le fusilier touchait une solde de 5 sous par jour, celle d'un capitaine de 3 livres 5 sous.
Aux côtés des milices provinciales organisées militairement, les milices bourgeoises, une dans chaque ville, secondaient la maréchaussée dans la police de ville.

## Sources
- Jean Tulard, Jean-François Fayard et Alfred Fierro, Histoire et dictionnaire de la Révolution française. 1789–1799, Paris, éd. Robert Laffont, coll. « Bouquins », 1987, 1998 [détail des éditions] (ISBN 978-2-221-08850-0)